# Маята
Маята — река в России, протекает в Крестецком и Парфинском районах Новгородской области. Впадает в озеро Синец (Синецкий залив Ильменя). Длина реки составляет 41 км, площадь водосборного бассейна — 173 км².
В 1 км от устья, по правому берегу реки впадает река Неденка.
В Крестецком районе река протекает по территории Зайцевского сельского поселения, по берегам реки стоят деревни Каменка, Погорелка, Немылы, Говорово, Жаруха, Горка, Лошня, Кушеверы и Теребуша. Ниже в Парфинском районе на реке стоят деревни Городок, Лажины, Веретье, Старый Двор и Маята Лажинского сельского поселения.
У деревни Городок на реке Маяте расположено славянское городище Городок на Маяте с культурным слоем 40—60 см.

## Данные водного реестра
По данным государственного водного реестра России относится к Балтийскому бассейновому округу, водохозяйственный участок реки — Бассейн оз. Ильмень без рр. Мста, Ловать, Пола и Шелонь, речной подбассейн реки — Волхов. Относится к речному бассейну реки Нева (включая бассейны рек Онежского и Ладожского озера).
Код объекта в государственном водном реестре — 01040200512102000021784.